# Шамус (відеогра)
Шамус (англ. Shamus) — екшн пригодницька гра, написана Вільямом Матага (тепер Катрін Матага) і видана компанією Synapse Software. Спочатку випущена для 8-розрядних комп'ютерів Атарі в 1982 році, була портована на VIC-20, Комодор 64, TRS-80 Color Computer, Ti-99/4А та IBM PC. Кілька з цих портів були зроблені Atarisoft. Ігор Волосенко, співзасновник Синапс, зазначив, що саме Shamus дійсно надав компанії репутацію якості. Пізніше вийшов сіквел, Shamus: Case II, з тими ж персонажами, але іншим ігровим процесом.
Під час титульної заставки грає Похоронний Марш маріонеток, пісня з Alfred Hitchcock Presents.

## Геймплей
Розроблена під впливом аркади Berzerk, мета гри полягає у тому, щоб провести однойменного робота-детектива через 4-рівневий 128-кімнатний лабіринт з електрифікованих стін. Кінцевою метою цього шляху є так зване «Лігво Тіні». Шамус відрізняється від Berzerk тим, що тут світ статичний, замість кімнат, які генеруються випадковим чином кожен раз, коли у них входиш. Є також можливість збирати предмети: пляшки, що містять додаткові життя, загадкові знаки, і ключі, які відмикають виходи.
Протистоїть гравцеві цілий ряд роботизованих супротивників, у тому числі спіральні дрони, роботи дроїди і стрибунці. Шамус озброєний «іонними SHIV», SHIV є абревіатурою Short High Intensity Vaporizer (короткий високоінтенсивний випаровувач), і може бути використаний одночасно проти двох ворогів. Як і в інших іграх цього жанру, доторкання до електрифікованих стін призводить до миттєвої смерті. Після завершення кожного рівня, геймплей прискорюється, збільшуючи шанси натикатися на стіни.
Основний геймплей включає в себе зачистку кімнат від усіх ворогів, збір спеціальних предметів і вихід з кімнати. При поверненні у кімнату вороги регенеруються і повертаються у своє вихідне положення. Точно так само, як і у Berzerk, гравець буде атакованим, якщо він проводить забагато часу в кімнаті. У цьому випадку сама Тінь входить у кадр і скаче прямо на Шамуса, рухаючись крізь стіни. Підстрелена, Тінь ненадовго завмирає на місці.
Комбінація замків і ключів вимагає від гравця завершити кожен з чотирьох рівнів у певному порядку. Щоб пройти гру повністю, потрібно кілька годин,[джерело?] що в поєднанні з відсутністю функції паузи (за винятком версії IBM), необхідністю запам'ятовування розташування десятків кімнат та ключів і несамовитим геймплеєм означає, що зробити це вкрай важко.
Кожна версія лабіринту названа на честь відомого вигаданого детектива або агента.

## Реакція
Компанія Softline в 1983 році заявила, що «На цей момент Шамус є найкращою сумішшю аркади і пригодницької гри від Atari на ринку … Знати його — означає любити його, грати в нього постійно, і не заспокоюватися». У тому році читачі Softline дали грі сьоме місце за популярністю у тридцятці ігор для 8-бітних комп'ютерів Atari і в 1984 році вони дали Шамусу десяте місце.
Electronic Fun віддав Атарі-версії 3 з 5 балів, назвавши графіку «чудовою» і сказавши: «це не виглядає як таке, що може набридати». ROM Magazine дав Атарі-версії рейтинг 9.4 з 10, а Creative Computing запропонував «переконайтеся, що у вас немає жодних невідкладних зустрічей, перш ніж сісти за Шамус. Як тільки ви починаєте, зупинятися вже не хочете». Ahoy! написав в 1984 році, що Шамус для Commodore 64 — «дуже приємна гра, яка включає як екшн, так і інтригу, і матиме попит як у новачків, так і у досвідчених геймерів».